# Ostofred
Ostofred, Ortofredus o Ortofred, és el primer abat conegut del monestir de Sant Cugat, el qual és citat en un precepte de Lluís el Tartamut (878) pel qual se subjecta el monestir a la seu de Barcelona del bisbe Frodoí. Les cròniques antigues mencionen sis abats anteriors (Deodat, Abrabald, Sunifred, Donadéu, Otger i Odiló), però no se'n pot provar l'existència.